# Князівство Наджран
Князівство Наджран — держава, яка існувала на Аравійському півострові з 1633 по 1934 рік. Воно виникло як ісламське церковне князівство під єменським сюзеренітетом у 1633 році, хоча пізніше потрапило під вплив Османської імперії.Наджран виступав проти єменського повстання проти османів у 1880-х роках. У договорі Саудівської Аравії та Ідрісі 1920 року емірат Неджд і Хаса офіційно висунув претензії на території Наджрану, а в 1921 році армія Іхван вторглася в Наджран. Єменське Мутаваккілітське королівство також мало амбіції в Наджрані, тому спробувало власне завоювання в 1924 році. Взимку 1931/1932 років єменські війська знову спробували захопити Наджран, але були вигнані саудівцями в 1932 році. У листопаді 1933 року єменські війська окупували Наджран.У 1934 році, після саудівсько-єменської війни, незалежність Наджрану остаточно припинилася, коли Ємен відмовився від своїх претензій на Наджран і князівство було анексоване до Саудівської Аравії.